# Bactris hondurensis
Bactris hondurensis är en enhjärtbladig växtart som beskrevs av Paul Carpenter Standley. Bactris hondurensis ingår i släktet Bactris och familjen Arecaceae. Inga underarter finns listade i Catalogue of Life.